# Чемпионат Словении по волейболу среди мужчин
Чемпионат Словении по волейболу среди мужчин — ежегодное соревнование мужских волейбольных команд Словении. Проводится с сезона 1991/92.
Соревнования проходят в трёх дивизионах — 1-й, 2-й и 3-й лигах. Организатором чемпионатов является Волейбольный союз Словении.

## Формула соревнований (1-я лига)
Чемпионат 2024/25 в 1-й лиге включал три этапа — два групповых и плей-офф. На первой групповой стадии 8 команд играли в два круга. На втором этапе 6 лучших провели ещё один двухкруговой турнир с учётом всех результатов 1-го этапа. Все эти команды вышли в плей-офф, где к ним присоединились две команды по итогам переходного турнира с участием 7-й и 8-й команд 1-го этапа и четырёх команд 2-й лиги. Серии плей-офф проводились до двух (в четвертьфинале и полуфинале) и до трёх (в финале) побед одного из соперников.
За победы со счётом 3:0 и 3:1 команды получают 3 очка, 3:2 — 2 очка, за поражение со счётом 2:3 — 1 очко, 0:3 и 1:3 — 0 очков.
В чемпионате 2024/25 в 1-й лиге участвовали 8 команд: «АКХ Воллей» (Любляна), «Альпацем-Канал» (Канал-об-Сочи), «Кальцит» (Камник), «Марибор», «Крка» (Ново-Место), «Меркур-Триглав» (Крань), «Панвита-Помград» (Мурска-Собота), «Фужинар-Метал-Равне» (Превалье). Чемпионский титул в 4-й раз подряд выиграл «АКХ Воллей», победивший в финальной серии «Альпацем-Канал» 3-0 (3:0, 3:0, 3:1). 3-е место занял «Кальцит».

## Чемпионы
- 1992 «Виледа» Марибор
- 1993 «Виледа» Марибор
- 1994 «Салонит-Анхово» Канал-об-Сочи
- 1995 «Салонит-Анхово» Канал-об-Сочи
- 1996 «Салонит-Анхово» Канал-об-Сочи
- 1997 «Салонит-Анхово» Канал-об-Сочи
- 1998 «Фужинар-Метал» Равне-на-Корошкем
- 1999 «Салонит-Анхово» Канал-об-Сочи
- 2000 «Блед»
- 2001 «Кальцит» Камник
- 2002 «Кальцит» Камник
- 2003 «Кальцит» Камник
- 2004 «Шоштань-Топольшица» Шоштань
- 2005 «Аутокоммерс» Блед
- 2006 «Аутокоммерс» Блед
- 2007 «Аутокоммерс» Блед
- 2008 «АКХ Воллей Блед» Радовлица
- 2009 «АКХ Воллей Блед» Радовлица
- 2010 «АКХ Воллей Блед» Радовлица
- 2011 «АКХ Воллей Блед» Радовлица
- 2012 «АКХ Воллей» Любляна
- 2013 «АКХ Воллей» Любляна
- 2014 «АКХ Воллей» Любляна
- 2015 «АКХ Воллей» Любляна
- 2016 «АКХ Воллей» Любляна
- 2017 «АКХ Воллей» Любляна
- 2018 «АКХ Воллей» Любляна
- 2019 «АКХ Воллей» Любляна
- 2020 «АКХ Воллей» Любляна
- 2021 «Меркур» Марибор
- 2022 «АКХ Воллей» Любляна
- 2023 «АКХ Воллей» Любляна
- 2024 «АКХ Воллей» Любляна
- 2025 «АКХ Воллей» Любляна

## Титулы
| Клуб                              | Победы |
| --------------------------------- | ------ |
| «АКХ Воллей» Любляна              | 21     |
| «Салонит-Анхово» Канал-об-Сочи    | 5      |
| «Кальцит» Камник                  | 3      |
| «Виледа» Марибор                  | 2      |
| «Фужинар-Метал» Равне-на-Корошкем | 1      |
| «Шоштань-Топольшица» Шоштань      | 1      |
| «Меркур» Марибор                  | 1      |